# 嘘の上で天使は何冊マンガを読めるか?
『嘘の上で天使は何冊マンガを読めるか?』（うそのうえでてんしはなんさつマンガをよめるか?）は著者・ひびき遊のイラスト・あらいぐまのライトノベル。富士見ファンタジア文庫（富士見書房）より2010年4月から2010年7月まで刊行された。著者の四作目にあたる作品である。

## 登場人物
久保田千太郎
漫画をこよなく愛する男子高校生。
パスティス
投稿漫画の締め切りを迎えようとしていた千太郎に『嘘が見える力』を与えた天使。現在は千太郎の家に居候している。
八海香海
二次元好きで漫画部とアニメ研究会を掛け持ちしている少女。
寒梅越乃
ものすごくおとなしい少女で、そのおとなしさを生かした情報収集を得意としている。
一ノ蔵翔子
漫画部部長。

## 千太郎の能力について
彼の能力である『嘘が見える力』によって、千太郎は多くの嘘を見抜くことができる。
たとえば、普通の嘘は赤く、悪意のある嘘は黒く見える。

## 既刊一覧
- ひびき遊（著）・硝音あや（イラスト）、富士見書房→KADOKAWA〈富士見ファンタジア文庫〉、全2巻
  1. 2010年4月20日発売[1]、ISBN 978-4-8291-3516-7
  2. 2010年7月17日発売[2]、ISBN 978-4-8291-3548-8